# Володимир Глібович
Володимир Глібович (*1157 — †18 березня 1187) — князь переяславський (1169-1187), онук Юрія Долгорукого і правнук Володимира Мономаха. Дружина Забава — дочка князя Ярослава Всеволодовича. Окрім посідання княжого престолу, відомий фактом зв'язку з першою літописною згадкою топоніму «Україна».

## Життєпис
Вперше згадується у березні 1169 р., відколи опісля розорення Києва на київський престол було поставлено його батька, який, у свою чергу, віддав своєму малолітньому синові Володимиру Переяслав. У 1173 році брав участь у боротьбі між різними гілками роду Мономаховичів — Ростиславичів з Юрійовичами на боці останніх. У 1179 році Переяславщина зазнала несподіваного нападу половців Кончака. Кочівники пустошили Посулля і околиці Переяслава. Володимир Глібович надіслав гінця до київського і чернігівського князів, які зі своїми дружинами прийшли на поміч. Руське військо дійшло до городища Лукомля. Дізнавшись про це, половці швидко відступили. У тому ж році Володимир оженився з донькою Ярослава Всеволодовича, нащадків по собі не залишив.
1183-го брав участь у битві близ Орелі під час якої очолював передовий загін. Навесні 1184 року кончаківці, заодно з Глібом Турійовичем, знов вчинили напад, цього разу на Дмитрів. Напад було відбито і Великий князь київський Святослав Всеволодович зі сватом Рюриком Ростиславичем вирішили завдати удар у відповідь. Однак чернігівський князь Ярослав Всеволодович відмовив їх від негайного походу, запропонувавши перенести його на літо. Натомість було вирішено послати на половців молодих князів зі своїми військами: Святослав послав своїх синів з Ігорем Святославичем, а Рюрик послав Володимира Глібовича. Але спільного виступу не вийшло — князі не поділили місце в авангарді (яке надавало перевагу в здобутті слави й трофеїв), і Глібович покинувши Святославича повернув своє військо на пограбування Сіверського князівства. Ігор Святославич у свою чергу знищив містечко Глібов, назване на честь батька переяславського князя. На думку С. Федака це було вчинено незадовго до походу 1185-го супроти половців зображеного у «Слові о полку Ігоревім».
Внаслідок невдалого походу Переяслав зазнав облоги потужного війська на чолі з Кончаком. Половці мало не взяли штурмом місцевий острог. Лише виїзд княжої дружини на чолі з Володимиром Глібовичем змусив ординців припинити штурм укріплення, що, фактично, врятувало місто. Під час вилазки відчайдушний князь отримав три списових поранення, які, можливо, у майбутньому і посприяли його ранній смерті. Хоча відразу деблокувати місто не вдалося, через підхід великого руського війська з Києва, половці відступили, захопивши й спаливши на зворотньому шляху Римів.

## Смерть
Навесні 1187-го року руські князі здійснили похід проти половців, проте він був невдалим, оскільки останніх було попереджено чорними клобуками. Володимир Глібович під час походу захворів і вже до Переяслава його було привезено на ношах. Помер князь 18 квітня (за Іпатіївським літописом) чи 18 березня (за Лаврентіївським літописом) 1187 року. Остання дата є більш імовірною, оскільки за Лаврентіївським літописом, Володимир Глібович помер у середу Вербної неділі, яка якраз і припадала тоді на 18 березня. Похований у Церкві архангела Михаїла.

## Перша згадка про «Україну»
Описуючи смерть Володимира Глібовича, літописець зазначає: «Бо любив він дружину, і золота не збирав, майна не жалів, а давав дружині; був же він князь доблесний і сильний в бою, і мужністю кріпкою відзначався, і всякими доброчесностями [був] сповнений. За ним же УКРАЇНА багато потужила».
Дана згадка про Україну, є першою в історичних джерелах (через 2 роки у 1189 році згадується «Україна Галицька»). Які землі вкладав у поняття Україна тодішній літописець, залишається питанням дискусійним.
Основними версіями є:
1. Це територія Пересяславщини, Київщини та Чернігівщини, як земель які найчастіше зазнавали половецьких нападів, у відбитті яких Володимир Глібович відіграв велику роль
2. Землі Переяславського князівства (територія нинішньої Полтавської, півдня Чернігівської й Сумської областей, Лівобережжя Черкащини та Київщини).
3. Територія Посулля, яке чи найчастіше зазнавало половецьких нападів з усіх уділів Переяславського князівства.
4. Межиріччя Сули й Орелі — східна окраїна Переяславської землі.